# Eamonn Darcy (football)
Pour les articles homonymes, voir Eamonn Darcy et Darcy.
Eamonn Darcy (orthographié aussi D'Arcy), né le 3 mars 1933 à Dublin et mort le 7 novembre 2022, est un footballeur irlandais. Il joue au poste de gardien de but et remporte à trois reprises le championnat d'Irlande dans les années 1960. Il devient ensuite entraîneur de football et dirige pendant une saison l'Irlande féminine.

## Biographie
Eamonn Darcy, surnommé « Sheila », commence le football dans le club amateur du Johnville FC. Il rejoint ensuite le Shelbourne Football Club puis le Dundalk Football Club. Il passe ensuite deux saisons en Angleterre au Oldham Athletic.
En 1956 il revient en Irlande et signe aux Shamrock Rovers. Il est recruté par Paddy Coad pour succéder à Christy O'Callaghan. Il dispute avec les Hoops les quatre premiers matchs de coupe d'Europe du club entre 1957 et 1959 d'abord contre Manchester United puis contre l'OGC Nice.
Après avoir remporté deux titres de champions d'Irlande avec les Shamrock Rovers il quitte Milltown pour le Drumcondra Football Club avec lequel il remporte un nouveau titre de champion.
Une fois sa carrière de joueur terminée, il devient entraîneur. En 1984-1985 il est le sélectionneur de l'équipe d'Irlande féminine. Il dirige ensuite dans les années 1990 le club amateur de Newbridge Town dans le Comté de Kildare où il vit avec sa famille.
Eamonn Darcy meurt le 7 novembre 2022 à l'âge de 89 ans.

## Palmarès
Avec les Shamrock Rovers
- Championnat d'Irlande
  - Vainqueur en 1956-1957 et 1958-1959
- Shield
  - Vainqueur en 1958 et 1962
- Dublin City Cup
  - Vainqueur en 1956-1957, 1957-1958, 1959-1960

Avec Drumcondra FC
- Championnat d'Irlande
  - Vainqueur en 1964-1965

## Source
- (en) Paul Doohan et Robert Goggins, The Hoops : History of Shamrok Rovers, Gill & Macmillan Ltd, octobre 1993, 388 p. (ISBN 0-7171-2121-6)